# Титчиха (хутор)
Титчиха — хутор в Лискинском районе Воронежской области.
Входит в состав Старохворостанского сельского поселения.

## Население
| 2010 |
| ---- |
| 142  |

## Улицы
- ул. Верхняя,
- ул. Садовая,
- ул. Центральная.

## Археология
Восточно-славянское Титчихинское городище у хутора Титчиха основано в IX веке.